# Beyblade: Super Tournament Battle
 (février 2014).
Si vous disposez d'ouvrages ou d'articles de référence ou si vous connaissez des sites web de qualité traitant du thème abordé ici, merci de compléter l'article en donnant les références utiles à sa vérifiabilité et en les liant à la section « Notes et références ».
Beyblade: Super Tournament Battle (connu aussi sous le nom Beyblade VForce: Super Tournament Battle, Bakuten Shoot Beyblade 2002: Nettou! Magne Tag Battle (爆転シュートベイブレード2002 熱闘！マグネタッグバトル！), au Japon) est un jeu vidéo de rôle. Il a été conjointement développé par Hudson Soft et Takara, puis édité par Atari Inc. uniquement sur GameCube en 2002 au Japon, et en 2003 dans le reste du monde.

## Accueil
Le jeu est assez mal reçu par la critique, l'agrégateur de critique Metacritic l'évaluant comme « Generally Unfavorable » (en français : « généralement défavorable »). Les critiques lui reprochent notamment la répétitivité du système de jeu et l'absence d'histoire.